# Eudocima tyrannus
Eudocima tyrannus là một loài bướm đêm thuộc họ Erebidae. Nó được tìm thấy ở tây nam Xibia, Ấn Độ miền đông Trung Quốc, Philippines và Nhật Bản.
Sải cánh dài khoảng 95 mm.

## Hình ảnh

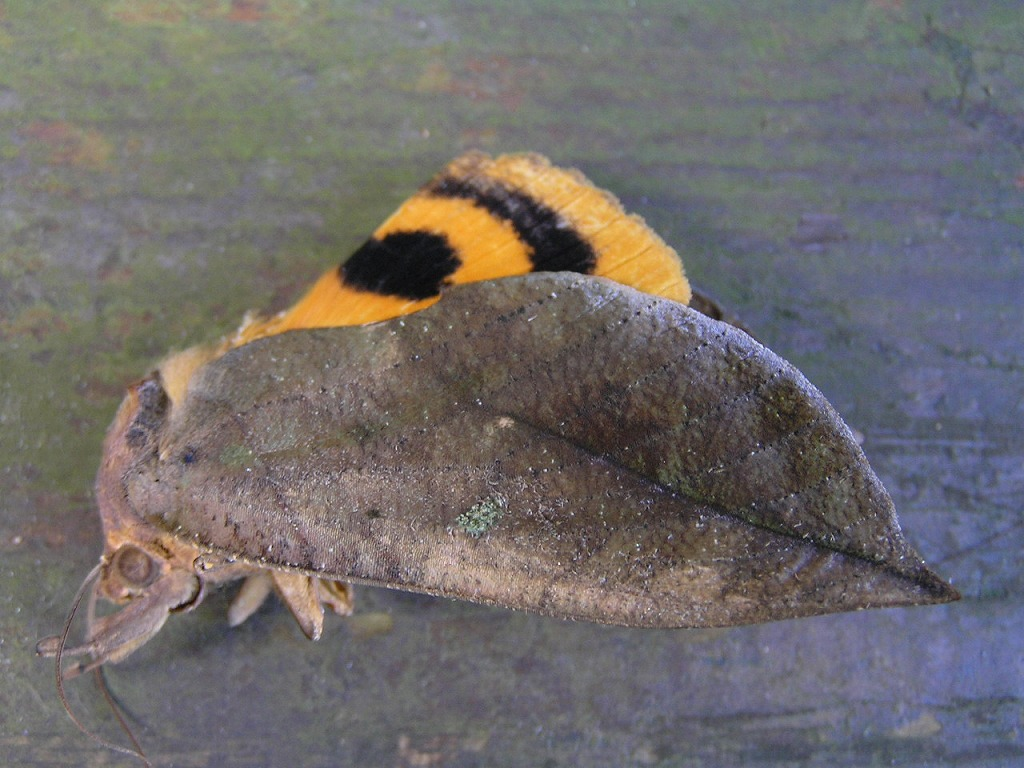
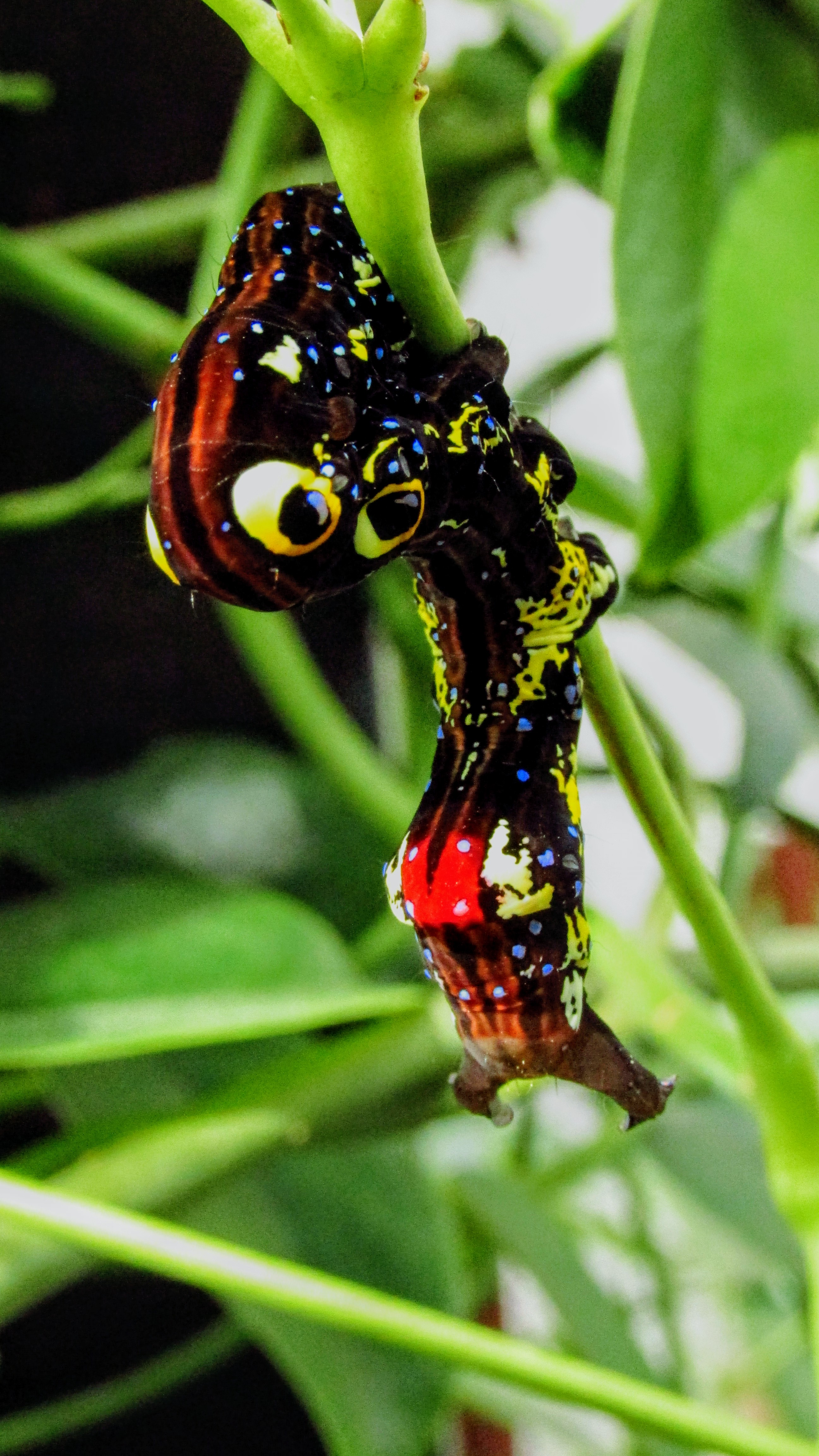
Ấu trùng (Saitama, Nhật Bản)]]
Bướng trưởng thành (Kōchi, Nhật Bản)]]